# Contamines-Montjoie
Contamines-Montjoie – miejscowość i gmina we Francji, w regionie Owernia-Rodan-Alpy, w departamencie Górna Sabaudia.
Według danych na rok 1990 gminę zamieszkiwały 994 osoby, a gęstość zaludnienia wynosiła 23 osoby/km² (wśród 2880 gmin regionu Rodan-Alpy Contamines-Montjoie plasuje się na 788. miejscu pod względem liczby ludności, natomiast pod względem powierzchni na miejscu 95.).

## Galeria

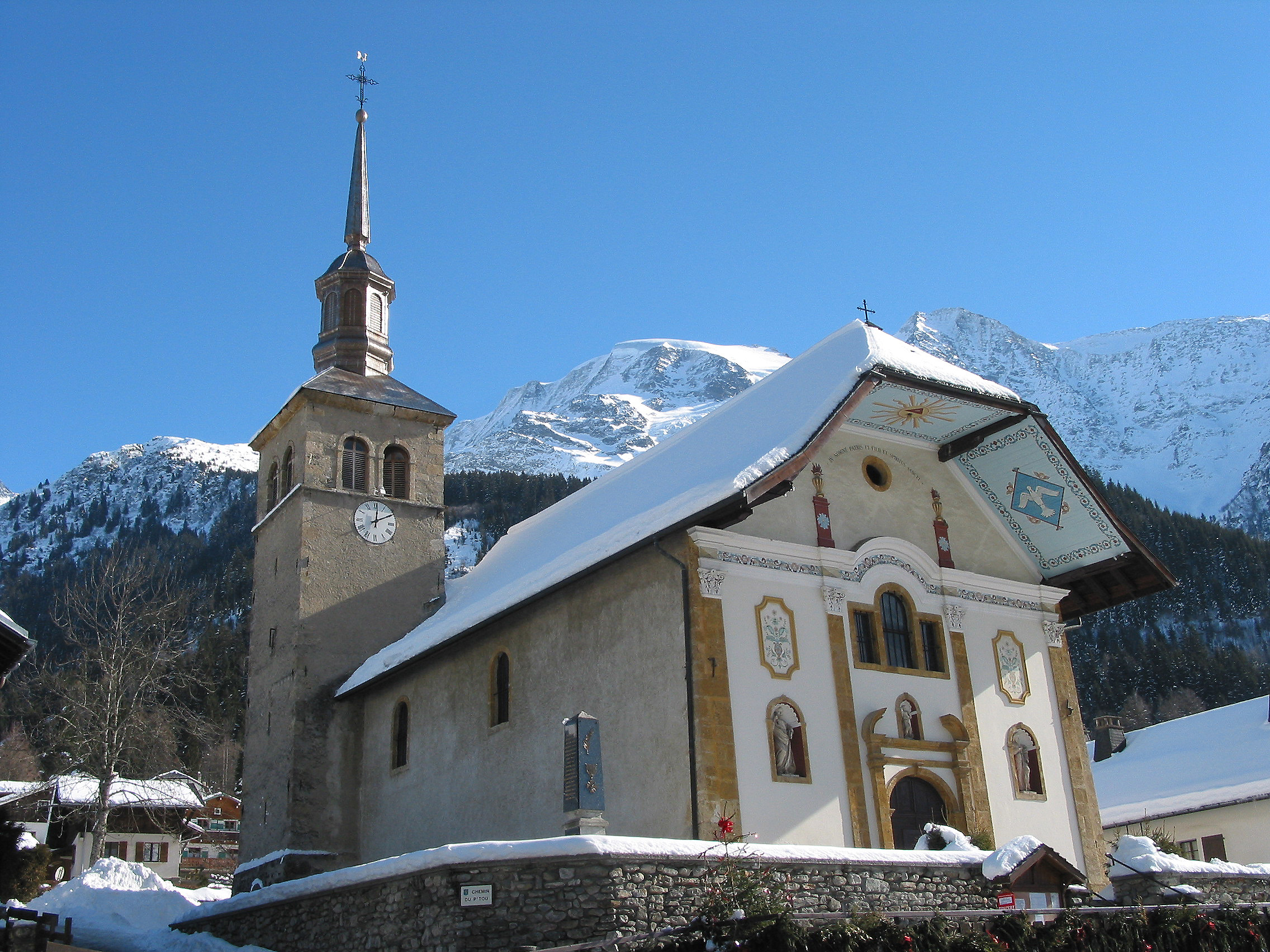
Kościół św. Trójcy z 1759 roku (2005)
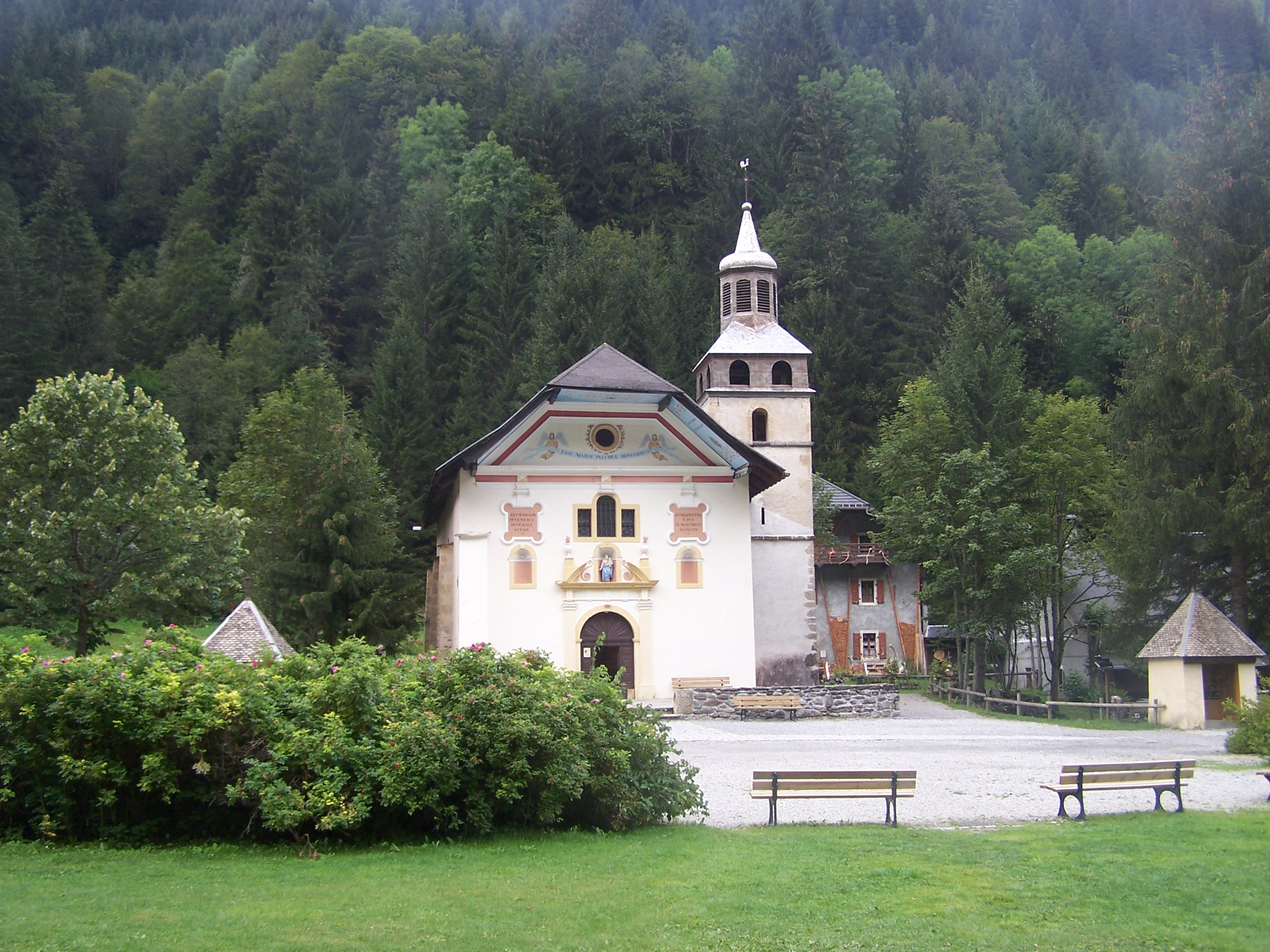
Kościół Matki Bożej (2007)